# Lars Heiberg
Lars Heiberg (født 20. januar 1969 i Hjerm)[kilde mangler] er en dansk billedkunstner. Lars Heiberg er uddannet på Det jyske kunstakademi i Århus (1995-2000),  Lars Heiberg er medlem af kunstsammenslutningen Corner og medlem af Kunstnersamfundet.[kilde mangler]
- Han har udstillet i både ind- og udland, heriblandt på KUNSTEN Museum of Modern Art, Charlottenborg, Møstings Hus, Den Frie Udstillingsbygning, Vestjyllands Kunstpavillon, Holstebro Kunstmuseum, Danske Grafikeres Hus, Jens Nielsen & Olivia Holm-Møller Museet, The Triangle Project – Istanbul Biennalen 2007 og på Biennale of Graphic Art i Kaliningrad.[kilde mangler]
- Lars Heiberg har modtaget flere legater og præmieringer, heriblandt Statens Kunstfonds arbejdslegat (2004, 2008, 2011, 2013, 2014), Akademiraadets og Kunstnersamfundets bevilling til yngre kunstneres udstillingsvirksomhed (2001) samt Jens Ejnar & Johannne Larsens Fond til støtte af unge bildende kunstner (2001). Hans værker er bl.a. repræsenteret i Københavns Kommunes Kunstsamling, KUNSTEN Museum of Modern Art, KØS – museum for kunst i det offentlige rum, Kaliningrad State Art Gallery.[kilde mangler]